# Manfredi Mazzocca
Manfredi Mazzocca (Bologna, 23 novembre 1916 – Rovte, 23 marzo 1945) è stato un partigiano italiano, medaglia d'oro al valor militare alla memoria.

## Biografia
Allievo ufficiale pilota. La sua famiglia era originaria di Cividale del Friuli (la madre era Emma Vuga e il padre Alfredo, originario di Monselice, il quale esercitava a Cividale la professione di medico condotto) e Manfredi, laureatosi alla Facoltà di Geologia dell'Università degli studi di Milano, collaboratore di Ardito Desio (primo cugino della madre Emma), aveva deciso di frequentare un corso per allievi ufficiali piloti della Regia Aeronautica. Alla dichiarazione dell'armistizio, tornò a Cividale, dove fu tra i più convinti propugnatori della lotta armata contro i nazifascisti e, conseguentemente, si arruolò tra i partigiani della Divisione Garibaldi "Natisone", distinguendosi nelle azioni più rischiose.
Commissario politico del 3º Battaglione "Verucchi", Mazzocca partecipò alla battaglia di Faedis del settembre 1944 e alla difesa della "zona libera" del Friuli. Nominato vicecomandante di brigata, "Tordo" (questo il suo nome di battaglia), prese parte alla lunga marcia di trasferimento della "Natisone" dal Friuli alla Slovenia, combattendo con i suoi garibaldini, in condizioni estremamente difficili, nel duro inverno 1944-1945.
Nella motivazione della massima ricompensa al valor militare che, nel 1972, è stata decretata alla memoria di Mazzocca dal Presidente della Repubblica Giovanni Leone, si ricorda che «[...] volontario consapevole del gravissimo rischio, in uno strenuo combattimento di retroguardia, nel corso di un duro rastrellamento nemico, con pochi valorosi difendeva fino agli estremi un varco aperto nell'accerchiamento, quale unica via di salvezza per i feriti e gli ammalati di esauste unità sanitarie in ripiegamento. Nel disperato combattimento, che realizzava il fine propostosi consentendo ai ripieganti di sottrarsi alla morsa del nemico, cadeva da prode in suprema dedizione al dovere e ai più alti valori umani».
A Manfredi Mazzocca è stato intitolato, a Cividale del Friuli, il giardino che ospita il Monumento alla Resistenza, opera di Luciano Ceschia.